# チャーチルカップ
チャーチルカップ（Churchill Cup）は、北米大陸及び英国系のナショナルチームによって行われていた国際ラグビー大会である。大会名はイギリス首相ウィンストン・チャーチルにちなんで命名された。

## 概要
北米大陸の世界ランキング第2グループ（ティア2）を強化し、トップ国との格差を縮める目的で設立された大会であり、2003年から第1シーズンが開幕した。2003年は、アメリカ、カナダ、イングランドサクソンズ（イングランドA代表）の3ヶ国で行われた（総当たり戦）。2004年大会までは女子の部も平行して行われていた。
2004年からニュージーランドマオリも参加し、4チームでノックアウト方式で行われたが、翌年は代わりにアルゼンチンジャガースが参加した。
2006年から、3つの原参加チームに加えて、ニュージーランドマオリとアイルランドA代表、スコットランドA代表が参加。3チームずつ2プール（アメリカが入ったプールとカナダが入ったプール）に分け総当たり戦を実施。ファイナルでは、各プールの1位同士、2位同士、3位同士が戦った。2008年からニュージーランドマオリが抜け、代わりにアルゼンチンジャガースが入った。2010年はアイルランドA代表とスコットランドA代表、アルゼンチンジャガースに代わり、フランスA代表とロシア、ウルグアイが参加。2011年はフランスA代表とウルグアイに代わり、トンガとイタリアA代表が参加した。
IRBが2012年夏の国際試合のスケジュールに、アメリカの試合とカナダの試合を入れたことから、2011年をもって終了することになった。

## 歴代優勝チーム
| 年度   | 優勝チーム             |
| ------ | ---------------------- |
| 2003年 | イングランドサクソンズ |
| 2004年 | ニュージーランドマオリ |
| 2005年 | イングランドサクソンズ |
| 2006年 | ニュージーランドマオリ |
| 2007年 | イングランドサクソンズ |
| 2008年 | イングランドサクソンズ |
| 2009年 | アイルランドA          |
| 2010年 | イングランドサクソンズ |
| 2011年 | イングランドサクソンズ |